# Theophiel Verhasselt
Theofiel Ferdinand Verhasselt (Asse, 14 mei 1860 – Ternat, 29 september 1933), was een pachter op het d'Yves-hof te Grimbergen, lid-secretaris (1891-1896) en voorzitter (1896-1921) van de Kerkfabriek, gemeenteraadslid en burgemeester van Grimbergen van 1921 tot 1926. Hij was de zoon van Pieter Verhasselt (1814-1892) en Maria Coleta Kerremans en huwde met Catharina Leemans. Ook zijn vader was pachter, eerst op de Hoogpoort te Asse en daarna op het d'Yves-hof te Grimbergen.